# Pigeon Forge
Pigeon Forge è un comune statunitense nella Contea di Sevier nello Stato del Tennessee. Al censimento del 2010, la popolazione della città ammontava a 5.875 persone.
Situata poco a nord del Great Smoky Mountains National Park, Pigeon Forge è principalmente una località turistica. Vi si trovano numerosi outlet, teatri, e il parco a tema Dollywood creato dalla cantante country Dolly Parton.